# Vitrolles-en-Luberon
Vitrolles-en-Luberon  è un comune francese di 184 abitanti situato nel dipartimento della Vaucluse nella regione della Provenza-Alpi-Costa Azzurra.
Fino al 1996 si è chiamato Vitrolles.

## Società

### Evoluzione demografica
Abitanti censiti